# Radermühle
Die Radermühle in Schwalmtal war eine Wassermühle mit zeitweise zwei unterschlächtigen Wasserrädern.

## Geographie
Die Radermühle hat ihren Standort am Mittellauf der Schwalm am westlichen Rand der Gemeinde Schwalmtal im Kreis Viersen. Die Mühle liegt unmittelbar an der Schwalmtaler Gemeindegrenze zu Niederkrüchten. Oberhalb der Radermühle liegt die Pannenmühle, unterhalb die Brempter Mühle. Der Wasserspiegel liegt bei 46 m über NN.

## Geschichte
Die Radermühle, die früher auch Rather-Mühle und Raderberger Mühle genannt wurde, erscheint erstmals im Jahre 1319, wo sie als Dominalmühle der Jülicher Grafen an die Herren von Brempt für 12 Malter Korn in Erbpacht vergeben wurde. In einer Urkunde des Herzogs von Jülich wird die Radermühle ausdrücklich zur Bannmühle erklärt, so dass alle Bewohner von Niederkrüchten und Burgwaldniel bis zur Waldnieler Kirche in der Mühle mahlen lassen mussten. Im Jahre 1598 wird die Radermühle nach dem Abbruch als kunstvoller Barockbau neu aufgebaut. Die Bauern der Umgebung wurden verpflichtet, zum Neubau der Mühle Hand- und Frondienste zu leisten.
1804 wurde die vom französischen Staat als Feudalbesitz beschlagnahmte Mühle für 17.600 frs an den Kaufmann Johann Heinrich Printzen verkauft. Die Mühle wurde als Mahl- und Ölmühle betrieben und verfügte über zwei große Wasserräder. 1950 wurde der Mahlbetrieb eingestellt.

## Galerie

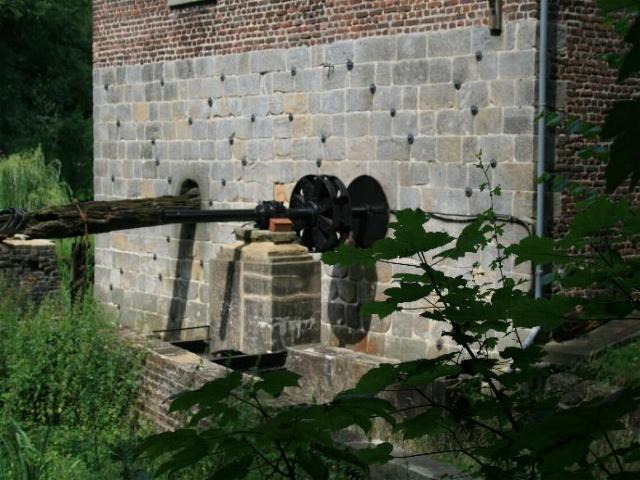
Achsen der Wasserräder
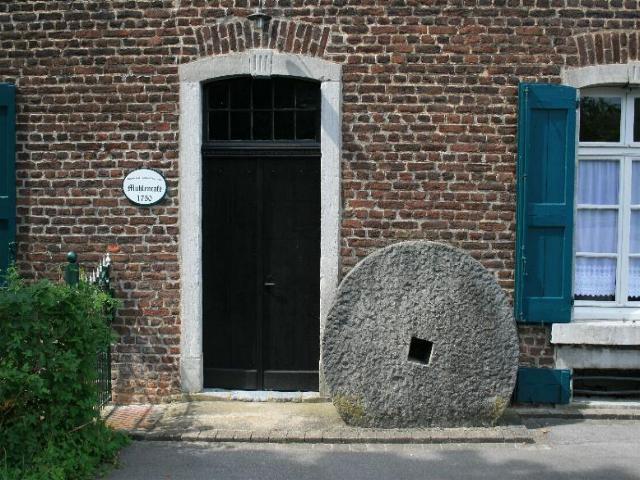
Mühlstein am Hauseingang
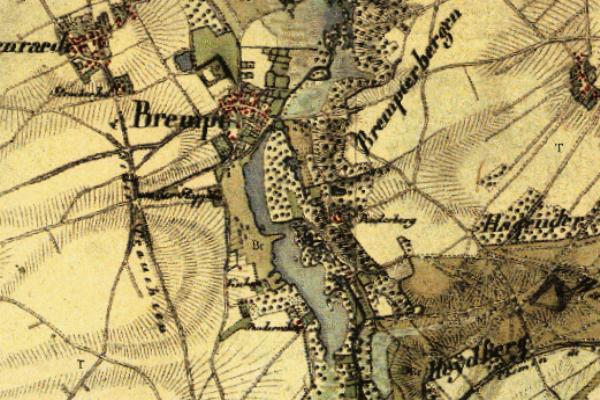
Tranchotkarte 1806
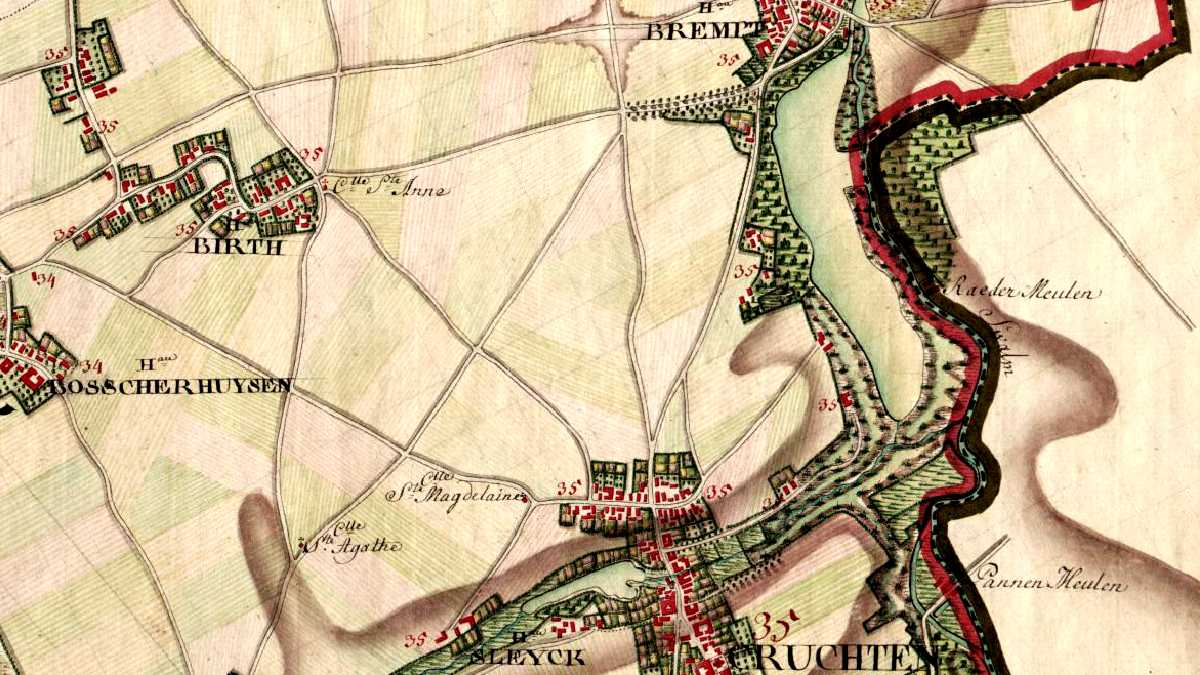
Österreichische Karte von 1777 mit der Raeder Meulen am rechten Schwalmufer.